# Open di Francia 1998
L'Open di Francia 1998, la 97ª edizione degli Open di Francia di tennis, si è svolto sui campi in terra rossa dello Stade Roland Garros di Parigi, Francia, dal 25 maggio al 7 giugno 1998.
Il singolare maschile è stato vinto dallo spagnolo Carlos Moyá, che si è imposto sul connazionale Àlex Corretja in tre set col punteggio di 6–3, 7–5, 6–3.
Il singolare femminile è stato vinto dalla spagnola Arantxa Sánchez Vicario, che ha battuto in finale in tre set la statunitense Monica Seles.
Nel doppio maschile si sono imposti Jacco Eltingh e Paul Haarhuis.
Nel doppio femminile hanno trionfato Martina Hingis e Jana Novotná. 
Nel doppio misto la vittoria è andata alla coppia formata da Venus Williams e Justin Gimelstob.

## Seniors

### Singolare maschile
Carlos Moyá ha battuto in finale  Àlex Corretja con il punteggio di 6–3, 7–5, 6–3.

### Singolare femminile
Arantxa Sánchez Vicario ha battuto in finale  Monica Seles con il punteggio di 7–6(5), 0–6, 6–2.

### Doppio maschile
Jacco Eltingh /  Paul Haarhuis hanno battuto in finale  Mark Knowles /  Daniel Nestor con il punteggio di 6–3, 3–6, 6–3.

### Doppio Femminile
Martina Hingis /  Jana Novotná hanno battuto in finale  Lindsay Davenport /  Nataša Zvereva con il punteggio di 6–1, 7–6(4).

### Doppio Misto
Venus Williams /  Justin Gimelstob hanno battuto in finale  Serena Williams /  Luis Lobo con il punteggio di 6–4, 6–4.

## Junior

### Singolare ragazzi
Fernando González ha battuto in finale  Juan Carlos Ferrero con il punteggio di 4–6, 6–4, 6–3.

### Singolare ragazze
Nadia Petrova ha battuto in finale  Jelena Dokić con il punteggio di 6–3, 6–3.

### Doppio ragazzi
José de Armas /  Fernando González hanno battuto in finale  Juan Carlos Ferrero /  Feliciano López con il punteggio di 6–7, 7–5, 6–3

### Doppio ragazze
Kim Clijsters /  Jelena Dokić hanno battuto in finale  Elena Dement'eva /  Nadia Petrova con il punteggio di 6–4, 7–6.